# Horîțea, Slavuta
Horîțea (în ucraineană Гориця) este localitatea de reședință a comunei Horîțea din raionul Slavuta, regiunea Hmelnîțkîi, Ucraina.

## Demografie
Componența lingvistică a localității Horîțea
     Ucraineană (99,42%)
     Alte limbi (0,14%)
Conform recensământului din 2001, majoritatea populației localității Horîțea era vorbitoare de ucraineană (99,42%), existând în minoritate și vorbitori de alte limbi.